# Microregiunea Szeged
Microregiunea Szeged (în maghiară Szegedi kistérség) a fost o microregiune statistică (kistérség) din județul Csongrád, Ungaria.
Cu o populație de 209.066 locuitori și o suprafață de 753,1 km2, aceasta a existat până în 2014, când în Ungaria, microregiunile ”kistérségek” au fost înlocuite de districte (járások).